# Manker Straße

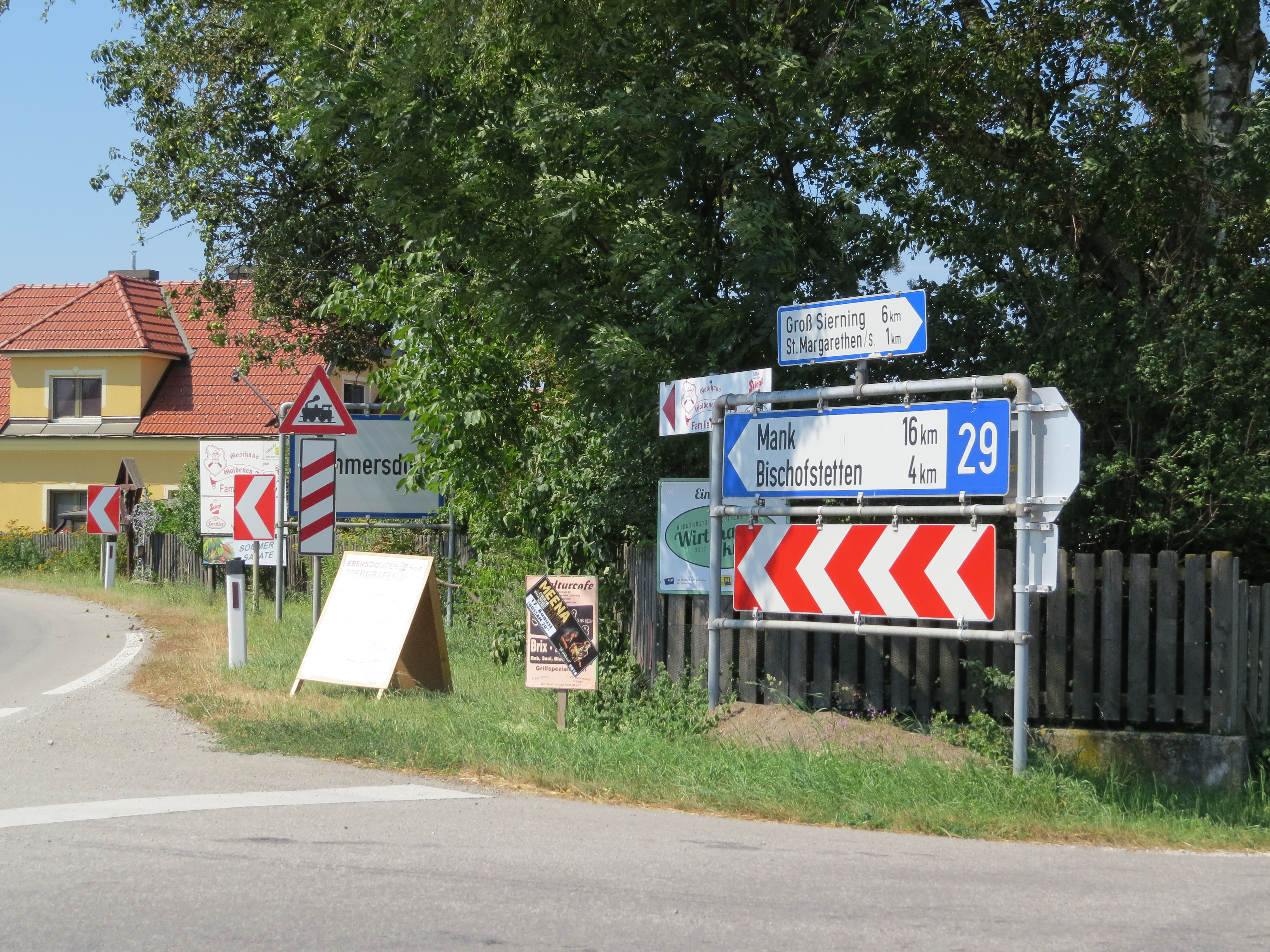
B 29 Manker Straße bei Rammersdorf, Gemeinde St. Margarethen an der Sierning (2018)

Die Manker Straße (B 29) ist eine 41,3 km lange Bundesstraße in Niederösterreich. Sie führt von Ober-Grafendorf über Kilb, Mank und Oberndorf an der Melk bis nach Scheibbs und mündet in die Erlauftal Straße B 25.

## Geschichte
Die Manker Straße führte ursprünglich von Spratzern über Mank, Sankt Leonhard am Forst nach Matzleinsdorf an der B 1 und gehörte seit dem 1. April 1959 zum Netz der Bundesstraßen in Österreich. Seit dem 1. Jänner 1972 führt die Manker Straße bis Scheibbs, während der ehemalige westliche Streckenabschnitt fortan als B 215 bezeichnet wurde.